# Markgrofovija Austrija
Markgrofovija Austrija ili Istočna marka (lat.: Marchia Orientalis, starovisokonjem.: Ostarrîchi), bila je marka Svetoga Rimskoga Carstva na području današnje Austrije. U srednjem vijeku obično se nazivala latinskim imenom, a njezina se njemačka inačica prvi put pojavila u pravnomu dokumentu iz 996. Dinastija Babenbergovaca vladala je markom tijekom cijeloga vremena njezina postojanja. Posljednji markgrof, Henrik II. (vladao 1141. – 1156.), bit će imenovan vojvodom, a marka je uzdignuta u Austrijsko Vojvodstvo.